# Bakı (nádraží)
Bakı je hlavní železniční stanice v Baku, hlavním městě Ázerbájdžánu. Nachází se ve čtvrti Nesimi v centru Baku, přibližně 3 km severovýchodně od historického jádra Baku, İçərişəhər.
S přilehlou stanicí metra 28 May je propojena podchodem. To je také terminálem okružní příměstské železnice v Baku.

## Dějiny
První nádražní budova pochází z roku 1880, kdy byla zprovozněna železnice Baku-Tbilisi. Architektura první budovy byla ve stylu maurského obrození. V roce 1926 byl navržena a postavena druhá železniční stanice Sabunchu, která sloužila elektrizované železnici Baku–Sabunchu. Architektura druhé budovy je také ve stylu maurského obrození. V roce 1967 byla postavena stanice metra 28 May a propojena se stanicí Sabunchu tunelem pro pěší. V roce 1977 prošla stanice rozsáhlou rekonstrukcí, během níž byla postavena moderní nádražní budova sousedící se starým nádražím Sabunchu. V roce 2017 prošla stanice opět rekonstrukcí. 

## Galerie

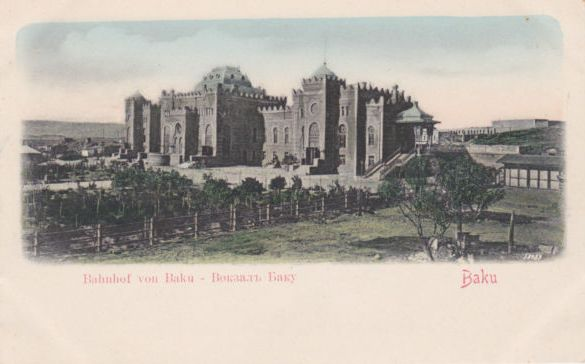
Pohlednice, kolem roku 1910
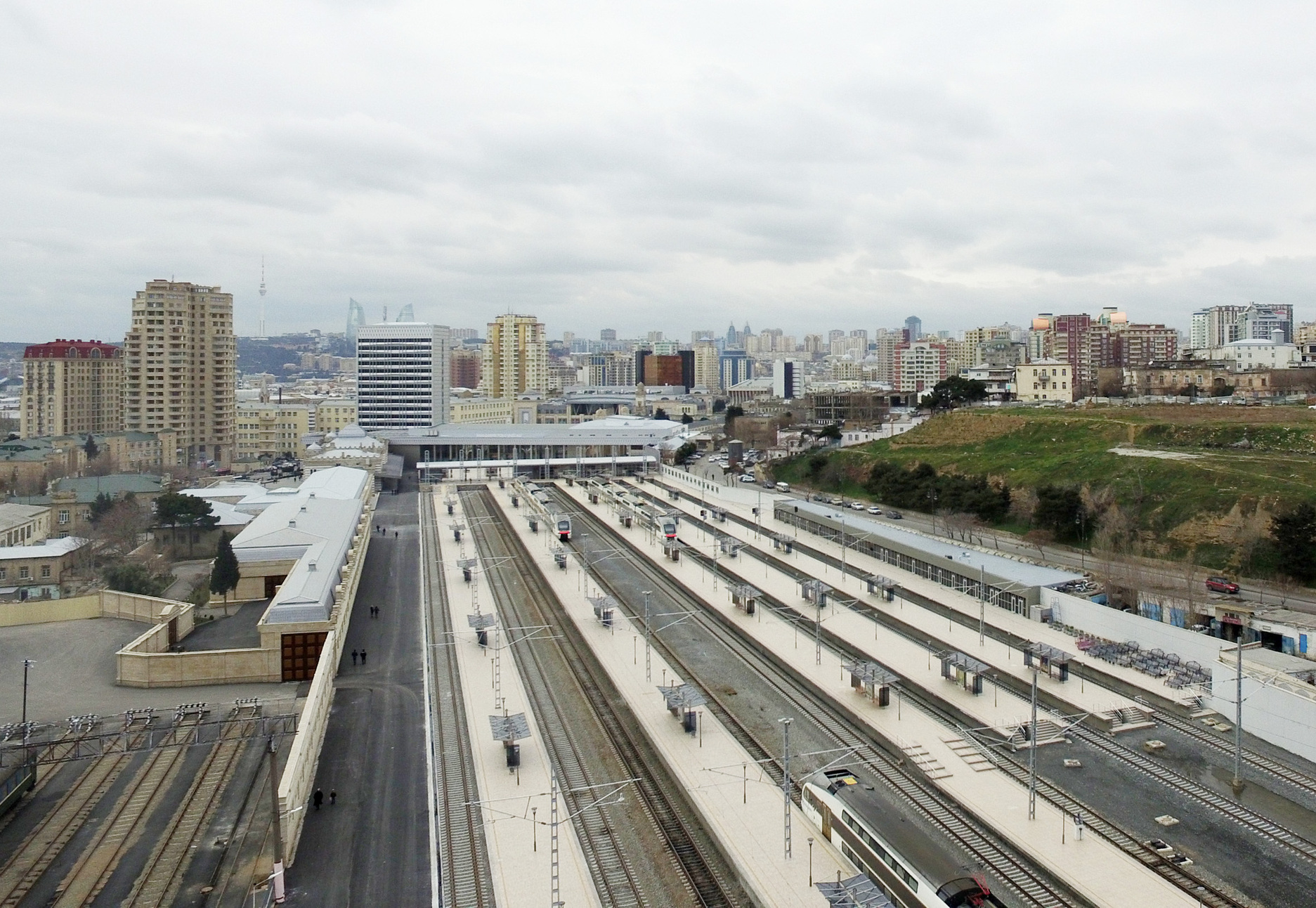
Nástupiště, únor 2017
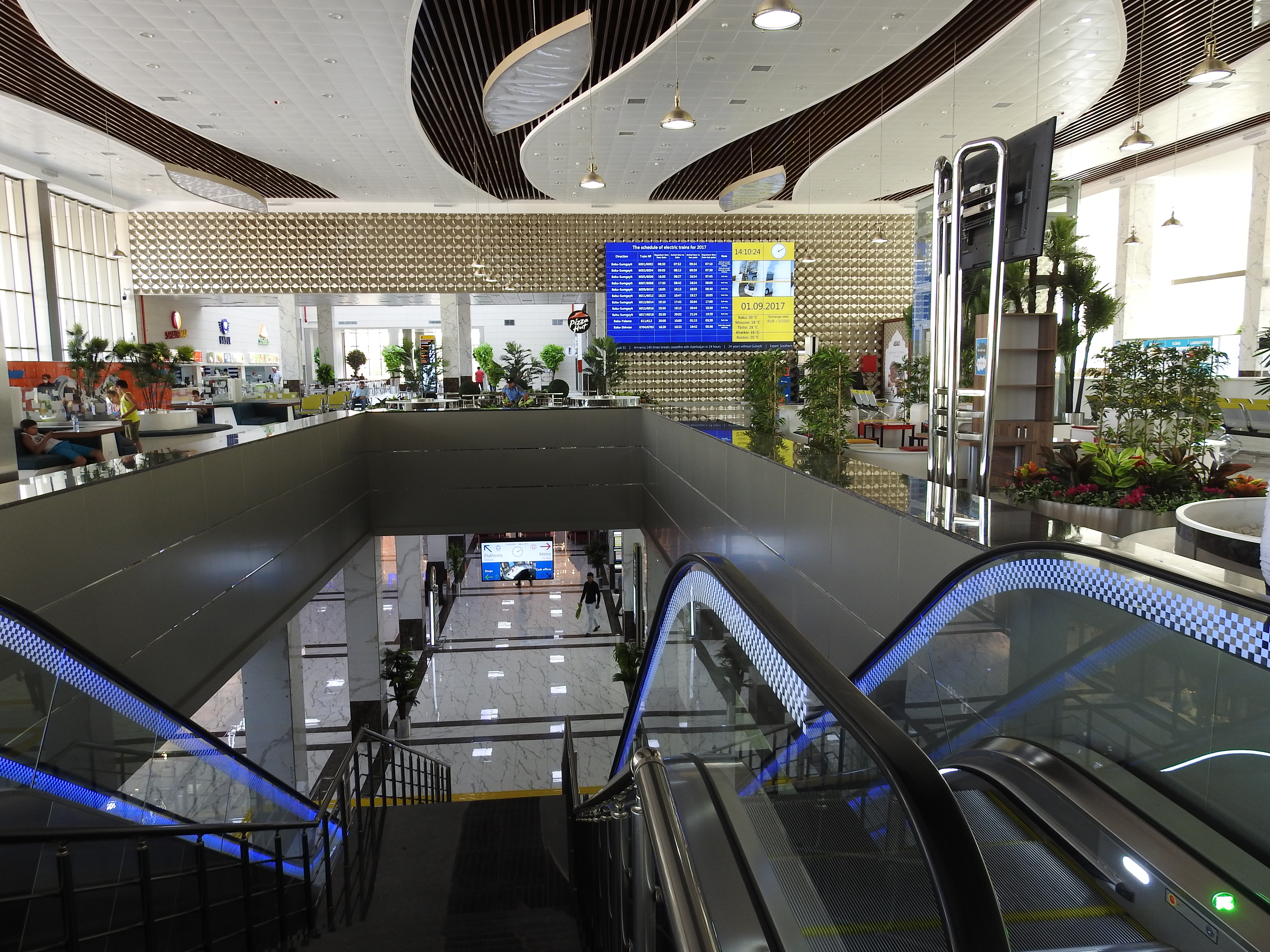
Eskalátory ve stanici metra 28 May, 2017
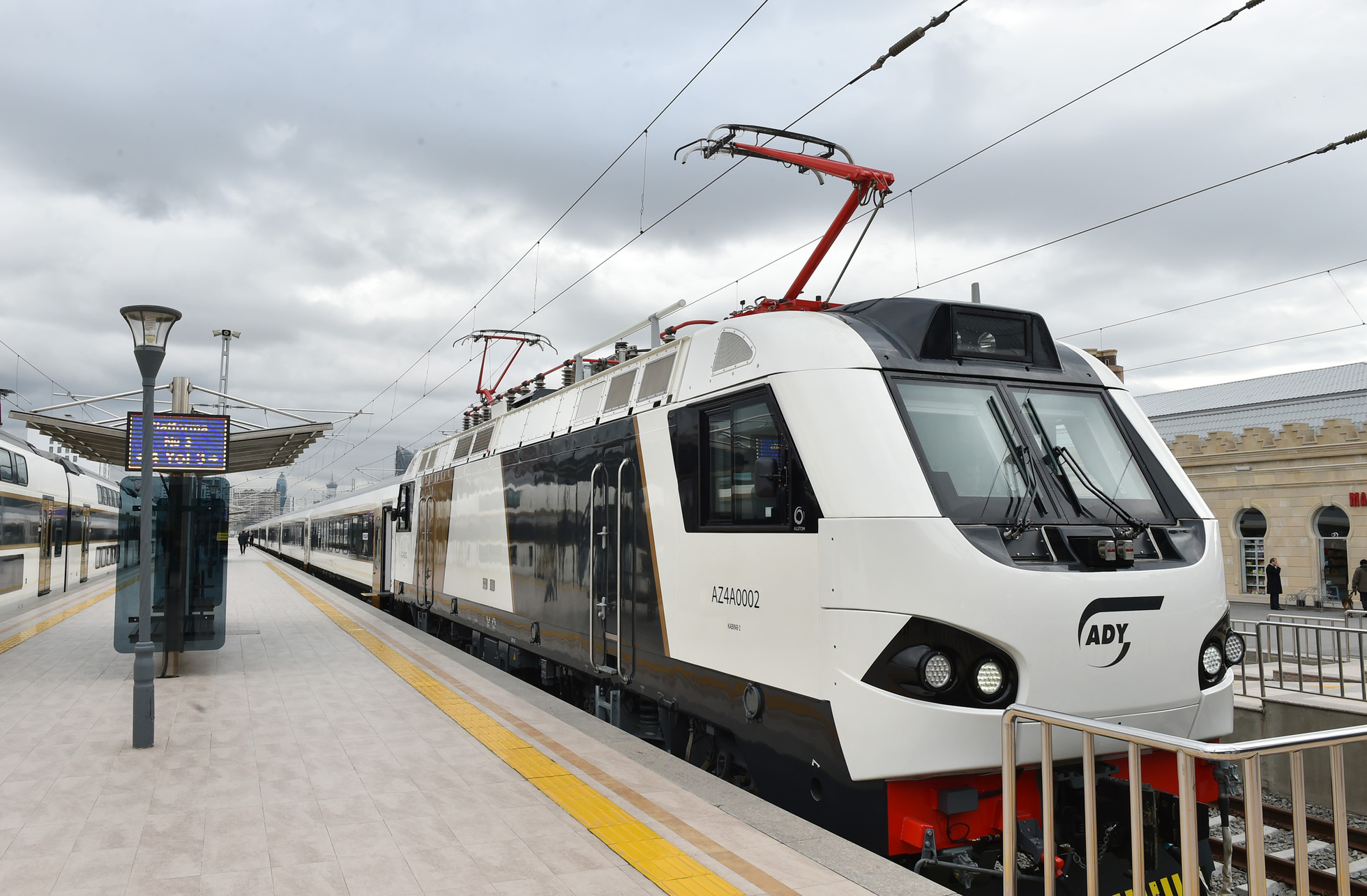
Elektrická lokomotiva AZ4A-0002 s osobními vozy na nádraží, 2019